# يري ليهيتشكا
يري ليهيتشكا (مواليد 8 نوفمبر 2001) هو لاعب تنس محترف تشيكي، أعلى تصنيف له في الفردي كان ال77 في مايو 2022.

## روابط خارجية
- يري ليهيتشكا على موقع رابطة محترفي التنس (الإنجليزية)
- يري ليهيتشكا على موقع الاتحاد الدولي لكرة المضرب (الإنجليزية)
- يري ليهيتشكا على موقع كأس ديفيز (الإنجليزية)
- يري ليهيتشكا على موقع خلاصة التنس.كوم (الإنجليزية)
- يري ليهيتشكا على موقع إي إس بي إن.كوم (الإنجليزية)